# Broch von Castle Craig

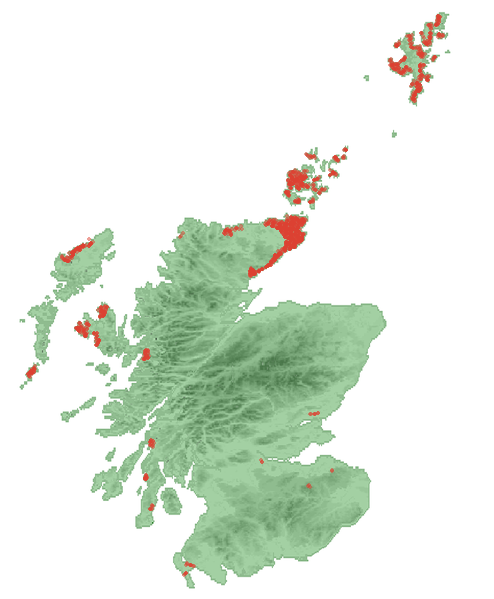
Verbreitung von Brochs – rot

Der Broch von Castle Craig liegt in einem Hillfort bei Auchterarder in Perth and Kinross in Schottland.

## Forschungsgeschichte
Castle Craig wurde seit 1978 im Rahmen eines Hillfort-Forschungsprogrammes untersucht. Einige kleine Gräben dienten der Erkundung der durch einen Steinbruch beschädigten Anlage. Obwohl es Nachweise für die Besiedlung des Ortes gab, wurde keine Datierung erlangt und die große Einfriedung auf dem Gipfel blieb zunächst unerforscht. Deshalb wurden 2011 fünf kleine Gräben über das Gelände und den Gipfel des Hügels gezogen.

## Fundlage
Auf dem Hügel wurde ein massiver Broch entdeckt. Dies war in zweifacher Hinsicht erstaunlich:
1. Brochs sind in Schottland häufig, aber gut erhaltene „Lowland-Beispiele“ sind selten. Noch seltener sind Plätze, die die Entwicklung eines Hillforts von der römischen Besatzungsphase bis zur Entstehung des Königreich Schottland widerspiegeln.
2. Obwohl der Broch absichtlich niedergebrannt worden war, scheint das Erdgeschoss mehr oder weniger vollständig überlebt zu haben. Im Schutt der Füllmasse wurden zahlreiche Funde römischer Handelsware und einheimische eisenzeitliche Artefakte aus dem 1. oder 2. Jahrhundert n. Chr. gemacht. Darüber hinaus scheint der Brochstandort noch in poströmischer Zeit in Nutzung gewesen sein.

## Der Broch
Der runde Broch steht auf dem Hügel. Er hat mit 23 m Außen- und 12,5 m Innendurchmesser eine respektable Größe. Die über fünf Meter starken Wände stehen noch über 1,5 m hoch an. Der Zugang lag auf der Südwestseite. Gegenüber war eine Zelle in die Wand eingebaut, von der aus vielleicht eine Treppe in die obere Ebene führte. Die Wände waren aus großen, regelmäßigen Blöcken des lokalen Felsmaterials gebaut. Die Menge an Schutt verweist darauf, dass er ursprünglich mindestens zwei Stockwerke hoch war.

## Funde
Die stark verbrannten Ablagerungen aus gebranntem Ton, Holzkohle und Steinen enthielten zahlreiche Kleinfunde. Dazu gehören eine steinerne Lampe und ein ebensolcher Spinnwirtel, ein Knochen, ein Webkamm, Fragmente eines Schieferarmreifes und diverse Gegenstände aus Eisen, einschließlich einer Sichel. Somit sind die typischen zeitgenössischen inländischen Artefakte vertreten.
Fragmente dreier Glasarmreifen, dreier Glasgefäße und von vier bronzenen Armreifen sowie andere Bronzegegenstände waren mit römischer Handelsware vermischt. Intakte Objekte sind Perlen aus Glas und Bernstein. Oberhalb dieser Ebene lag eine Anzahl Steine, die aus den oberen Ebenen des Brochs herabgefallen waren. Diese Lage enthielt neben Holzkohle und verbranntem Material auch eine bronzene römische Patera, die Scherben eines Glases und einige verbrannte Säugetierknochen. Die Schicht repräsentiert den Zeitpunkt der absichtlichen Zerstörung des Brochs. Unterhalb des Gipfels gab es andere Befestigungslinien. Beeindruckend ist ein in den Fels gehauener, mindestens 1,9 m tiefer Graben, der mit Schutt vermutlich aus dem Broch aufgefüllt war.

## Die zweite Phase
Ein niedriger Erd- und Steinwall von etwa 28 m Durchmesser wurde auf dem verfüllten Broch errichtet. Die Ausgrabung identifizierte mindestens zwei Pfostenlöcher innerhalb des Walls, was darauf hindeutet, dass er eine Holzpalisade hatte. Die Palisade und eine nordische Ringnadel aus Bronze könnten auf eine Verwendung im 9. oder 10. Jahrhundert deuten. In Richtung der Basis des Hügels befinden sich weitere Wälle aus Erde und Stein, die den äußeren Umfang des Hillforts definieren.